# (11666) Bracker
(11666) Bracker est un astéroïde de la ceinture principale.

## Description
(11666) Bracker est un astéroïde de la ceinture principale. Il fut découvert le 29 juin 1997 à Kitt Peak par le projet Spacewatch. Il présente une orbite caractérisée par un demi-grand axe de 2,40 UA, une excentricité de 0,16 et une inclinaison de 1,4° par rapport à l'écliptique.

## Compléments